# Маркопіль
Марко́піль — село в Україні, у Золочівському районі Львівської області. Відстань до Бродів становить 38 км, що проходить автошляхом місцевого значення. Відстань до найближчої залізничної станції Броди становить 38 км.
Село Маркопіль та Шишківці раніше були підпорядковані Маркопільській сільській раді. Населення становить 703 особи.

## Географія
На півночі Маркопіль межує з с. Шишківці, на сході — із селами Вербівчик та Орихівчик, на півдні — з с. Батьків, на заході — з с. Звижень.
Село Маркопіль розташоване на одному із витоків Серету у східній частині Золочівського району, поблизу межі з Тернопільською областю. У південній частині з заходу на схід є потік Серету, який на початку зветься Вятина та творить у північно-східній частині містечка широкий став. На північ від цього потоку тече інший потік Грабарка, також із заходу на схід, він творить менший став у середині території, а далі пливе у напрямку на південний схід до Ратищів.

## Археологія
У 1985 році археологами Ларисою Крушельницькою та Миколою Бандрівським в урочищі Попівщина було виявлено поселення висоцької культури.

## Історія
Засноване у 1628 році Яковом Собеським і назване на честь його сина Марка (від «Марко» та грец. πόλις — «місто»). Марко загинув під час українсько-польської війни 1648—1657 років.
1648—1649 рр. — село було повністю спустошене. Не знайшлося навіть людини, яка б засвідчила про масштаби спустошення. Перед польською владою від імені жителів Маркополя свідчили жителі сусідніх сіл. У 1649—1650 роках село не заплатило ні гроша податку.

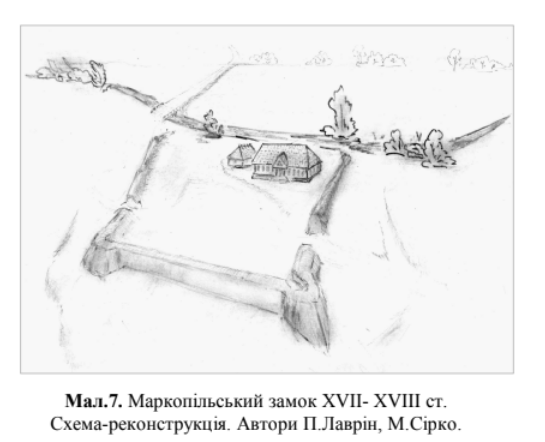
Маркопільський замок

Після 1652 року містечко перейшло до Маркового брата — майбутнього короля Речі Посполитої Яна Собєського.
Забудова почала формуватися навколо ринкової площі, що розташована у середині містечка, яке обмежене з півдня Маркопільським ставом, а із заходу, півночі та сходу валами. Північна сторона площі, розпланована на кряжі гори та сполучає західний та східний в’їзди до міста. Через ринкову площу Маркополя проходить єдиний шлях, який є водночас важливою внутрішньо- та зовнішньоміською комунікацією. Поруч з цим існують маленькі проходи до валів у західному, північному та східному приринковому кварталах. На кадастровій карті містечка 1830 року зазначено існування двох маленьких кварталів на території площі, які згодом спричинили виникнення двох маленьких вуличок. В актовій книзі Маркополя за 1840 рік згадано про вулицю Міську.
Від середини ХІХ століття Маркопіль був у власності видатного польського політика та інтелектуала графа Володимира Дідушицького.
15 червня 1934 року село передане до Бродського повіту зі Зборівського. До 1939 року мало статус містечка.

## Населення
Упродовж століть зростала кількість мешканців та будинків. У 1785 році дворів — 115, мешканців — 337. Невідомий І. Л. у 1871 році пише про містечко: «Маркопіль був колись більшим ніж тепер; панщини у ньому люди не робили. У 1717 році вогонь знищив його, з цієї причини тільки три гебрейські родини залишилися в ньому і до сьогодні з міщан утрималися, а інші були вимушені залишити Маркопіль. Маркопіль разом із Межигорами, що числили до 12 номерів, та Гаївцями містить в собі 100 руських родин. Посеред Маркополя возноситься досить добра церква Різдва Пресвятої Богородиці. Є нова школа. Є також ратуш, з широким ринком, та всього 12 міщан». 1880 року — 1047 мешканців, з них: 43 римо-католики, 942 греко-католиків. У 1931 році Маркопіль займає 34 місце у реєстрі містечок за кількістю мешканців у Тернопільському воєводстві — 1111 мешканців.
У 1939 році в Маркополі мешкало 1300 осіб, з них: 1209 — греко-католики, 65 — римо-католики та 26 юдеїв). Нині у селі мешкає 703 особи.

## Пам'ятки
Церква Вознесіння Господнього 
За переказами, у Маркополі за ставом на горі під гаями, що біля села Межигори, давніше існувало село Ретвяни, у якому був монастир. Коли на Ретвяни напали татари, на цій липі з'явилася Божа Мати з Дитятком на руках. Цим самим Вона вказала негайно покинути село та сховатися у лісі. Завдяки цьому знаменню ретвянці були врятовані. Вдячні люди у 1749 році на місці появи Богородиці спорудили дерев'яну церкву Вознесіння Христового.
Певний час церква виконувала функції парафіяльного храму. Ікону Пресвятої Богородиці намалював для існуючої церкви маляр Осип Курилас. Нині церква в користуванні громади УГКЦ.
Під час першої світової війни церкву було знищено. Збереглася лише чудотворна ікона, яку парафіянка Текля Когус перенесла до сусіднього села. У міжвоєнний період, а саме на початку 1930-х років, завдяки старанням пароха Богдана Ковальського, було збудовано сучасну церкву Вознесіння Господнього та урочисто перенесено до неї чудотворну ікону Пресвятої Богородиці.
Церква знаходиться за селом з південного боку, на пагорбі посеред цвинтаря, оточена великою кількістю кам'яних надгробків з XIX століття. Однонавова, одноверха, з гранчастою вівтарною частиною до якої з півночі прибудована ризниця. Оточує церкву невелике піддашшя на приставлених кронштейнах. На західному фасаді над входом — невеликий балкон.
У південній стіні є бічний вхід. Стіни вертикально шальовані дошками та лиштвами. На гребені багатосхилого даху ближче до східного краю здіймається світловий восьмерик оббитий бляхою, вкритий банею з ліхтарем та маківкою. Під час ремонту усі покриття дахів замінили новою бляхою.
Церква Різдва Пресвятої Богородиці (1896) 
Оригінальна мурована церква Різдва Пресвятої Богородиці збудована в 1892—1896 роках у центрі містечка, з північного боку ринкової площі, будівничим Ставарським із Сіняви та стараннями місцевого пароха о. Івана Кумицького. За своєю архітектурою церква нагадує одночасно проєкти архітекторів Василя Нагірного та Юліана Захаревича, а вінчає її пірамідальний купол у «волинському стилі». Храм розписував маляр Антін Манастирський.
Маркопільський замок 
До початку XVIII століття в селі був так званий Маркопільський замок. Перша згадка про замок в актовій книзі датується 1688 роком, а саме: «згадується, що Іван Остапейко продав свій батьківський дім Янові Ікачові навпроти замку, тобто дім у плані зі зрубленою світлицею, пекарнею, стрихом і сіньми, без ґрунту та без саду». Протягом 1695—1722 років замок або двір згадувався в архівних документах, а від 1736 року замок або двір не згадується. До наших днів добре збереглися земляні оборонні вали цього замку.

## Відомі люди
Народилися
- Зьомбра Григорій (24.01.1915—15.11.1994) — військовик, учасник самооборонних відділів ОУН на Брідщині, воїн 29-го піхотного полку 1-ї Української дивізії «Галичина», член СУБ, ОбВУ, та УКПО у Великій Британії. Помер у м. Іпсвіч (Англія), а похований на Маркопільському сільському цвинтарі[12].
- о. Ковальський Юрій (1928—1994) — священник УГКЦ. У 1946 році закінчив 8 класів української гімназії у Берхтесґадені, а 1947 року отримав матуру. Далі навчався на теології у містах Гіршберґ (Баварія) та Куренберґ (Нідерланди). Висвячений у 1953 році. Служив у різних парафіях Канади. Помер та похований у місті Берлінгтон (Канада)[13].
- Крупніцький Богдан (1991—2014) — солдат Збройних сил України, учасник російсько-української війни.[14]
- Лаврін Віктор Іванович (нар. 1965) — викладач предмету «Захист Вітчизни» та трудового навчання у Бродівській загальноосвітній школі № 3, керівник Бродівського окружного секретаріату та член Політичної Ради ЛОО «Єдиний центр».
- Лаврін Григорій (псевда — «Богун», «Юрій», «Назар»; нар. 1925, Маркопіль — 28 вересня 1947, Обаринці) — районовий референт пропаганди. Закінчив малу духовну семінарію. 1942 року вступив у члени ОУН. 1943 року зі школи його забрано до дивізії СС «Галичина», звідки разом з цілою групою перейшов до УПА. Після 1945 року був командиром СКВ. У січні 1946 року — районовий референт пропаганди. 28 вересня 1947 року потрапив у засідку в селі Обаринці, де й загинув.

Перебували
- Рибчинський Олег Валерійович — кандидат архітектури, доцент кафедри реставрації архітектурної та мистецької спадщини Інституту архітектури Національного університету «Львівська політехніка». Здійснив реконструкцію Маркополя, відтворивши графічно кожен його будинок.